# Saint-M'Hervon
Ne doit pas être confondu avec Saint-M'Hervé.

Saint-M'Hervon est une ancienne commune française située dans le département d'Ille-et-Vilaine en région Bretagne.

## Géographie

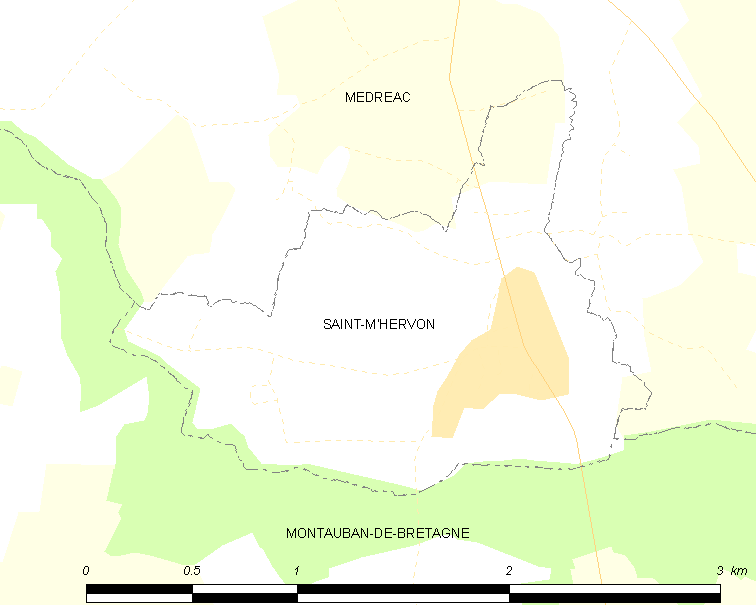
Carte de la commune.

|  | Médréac               |
|  | Saint-M'Hervon        |
|  | Montauban-de-Bretagne |

## Toponymie
Le nom de la localité est attesté sous la forme ecclesia de Sancto Mervone en 1516.
Saint-M'Hervon porte le nom de son église paroissiale. Ce nom ne fait pas référence à Hervé, saint breton du VIe siècle, mais à un saint local appelé Maelmon. La commune de Saint-M'Hervé, également située en Ille-et-Vilaine, possède un nom similaire mais le sien réfère à un Mérovée de l'époque des Francs. Saint-M'Hervon est mentionné pour la première fois en 1300 dans le pouillé de Dol sous la forme latine Sanctus Melonius.

## Histoire
La commune a été créée par les moines de Saint-Méen pour le service des ouvriers de la forêt.
La paroisse de Saint-M'Hervon, enclavée dans l'évêché de Saint-Malo faisait partie du doyenné de Bobital relevant de l'évêché de Dol et était sous le vocable de saint Mervon.
La commune fusionne le 1er janvier 2019 avec Montauban-de-Bretagne pour former une commune nouvelle.

## Politique et administration
| Période                                  | Période          | Identité      | Étiquette | Qualité                                                                                                 |
| ---------------------------------------- | ---------------- | ------------- | --------- | --- |
| ?                                        | ?                | Louis Pestel  |           | |
| mars 1983                                | mars 2008        | Marie Daugan  | UMP       | Agent immobilier Conseillère générale (1983-2015) puis départementale (canton de Montauban-de-Bretagne) |
| mars 2008                                | 31 décembre 2018 | Fabien Briche | SE        | Cadre informaticien                                                                                     |
| Les données manquantes sont à compléter. |                  |               |           | |

## Démographie
L'évolution du nombre d'habitants est connue à travers les recensements de la population effectués dans la commune depuis 1793. Pour les communes de moins de 10 000 habitants, une enquête de recensement portant sur toute la population est réalisée tous les cinq ans, les populations de référence des années intermédiaires étant quant à elles estimées par interpolation ou extrapolation. Pour la commune, le premier recensement exhaustif entrant dans le cadre du nouveau dispositif a été réalisé en 2008.

En 2016, la commune comptait 583 habitants, en évolution de +34,64 % par rapport à 2010 (Ille-et-Vilaine : +5,46 %, France hors Mayotte : +2,11 %).
| 1793 | 1800 | 1806 | 1821 | 1831 | 1836 | 1841 | 1846 | 1851 |
| ---- | ---- | ---- | ---- | ---- | ---- | ---- | ---- | ---- |
| 234  | 240  | 223  | 224  | 213  | 213  | 199  | 211  | 228  |

| 1856 | 1861 | 1866 | 1872 | 1876 | 1881 | 1886 | 1891 | 1896 |
| ---- | ---- | ---- | ---- | ---- | ---- | ---- | ---- | ---- |
| 246  | 224  | 276  | 244  | 231  | 240  | 228  | 224  | 229  |

| 1901 | 1906 | 1911 | 1921 | 1926 | 1931 | 1936 | 1946 | 1954 |
| ---- | ---- | ---- | ---- | ---- | ---- | ---- | ---- | ---- |
| 230  | 242  | 214  | 192  | 165  | 168  | 161  | 186  | 155  |

| 1962 | 1968 | 1975 | 1982 | 1990 | 1999 | 2006 | 2008 | 2013 |
| ---- | ---- | ---- | ---- | ---- | ---- | ---- | ---- | ---- |
| 136  | 158  | 152  | 174  | 240  | 317  | 402  | 426  | 530  |

| 2016 | - | - | - | - | - | - | - | - |
| ---- | - | - | - | - | - | - | - | - |
| 583  | - | - | - | - | - | - | - | - |

## Culture locale et patrimoine

### Monument historique
La commune possède un monument historique mobilier: 
- Les fonts baptismaux, œuvre provenant de l'ancienne église et placée sous l'ancienne table d'autel dans le monument aux morts du cimetière. Ils ont été classés par arrêté du 18 janvier 1960[11].

### Autres sites et monuments

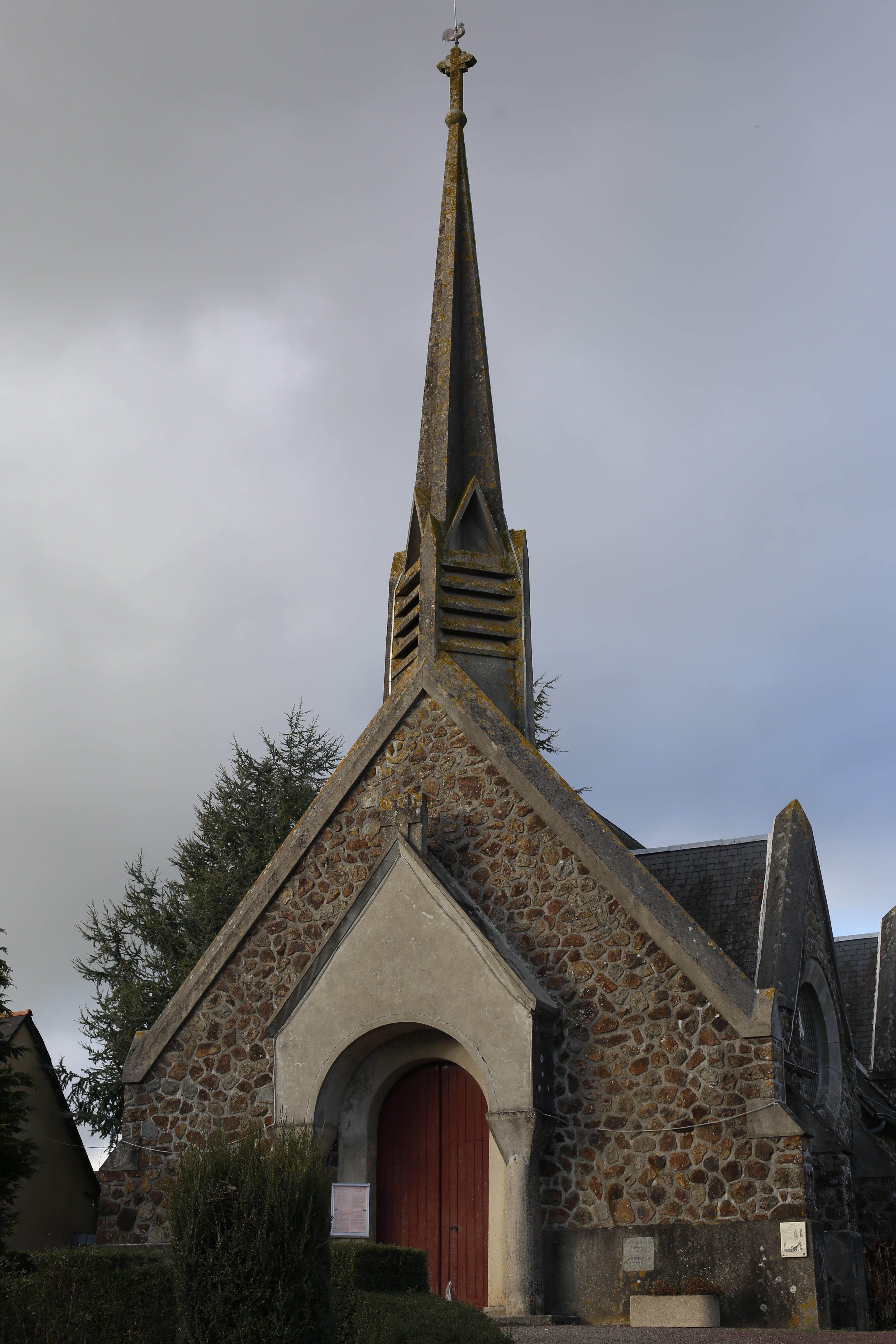
Église Saint-Mervon.

- L'église Saint-Mervon a été construite en 1934 par l'architecte Frigault pour remplacer l'ancienne église qui était à la place du cimetière actuel[12].